# Neuropolodes
Neuropolodes là một chi bướm đêm thuộc họ Geometridae.